# Мадагаскарская трясогузка
Мадагаска́рская трясогу́зка (лат. Motacilla flaviventris) — вид птиц семейства трясогузковых, эндемик острова Мадагаскар. Её естественная среда обитания — субтропические или тропические, затопляемые в сезон дождей низовья полей и рек.

## Этимология
Видовое название flaviventris в переводе с латыни означает желтобрюхая; само слово образовано от двух латинских слов: flavus — жёлтый, золотисто-жёлтый и ventris — живот.

## Описание

### Внешний вид
Небольшая воробьиная птица 19 см длиной. Верх туловища серый, низ — жёлтый, горло и грудь — белые. В окраске птицы очень заметно бросается в глаза чёрная полоска на груди, напоминающая ожерелье. Окраска самок и самцов незначительно отличается. У самцов более широкая белая полоска, похожая на бровь — эта полоска тянется от клюва, проходит над глазом и продолжается чуть дальше; также у самцов есть отчётливые чёрные полосы, которые идут от клюва к ожерелью.

### Голос
Песня мелодичная, на русский её можно передать как три-три-о. Мадагаскарская трясогузка поёт как на земле, так и сидя на ветке или в полёте.

## Размножение
Брачный период приходится на август—ноябрь. Кладки две. Птенцы из первого выводка помогают родителям кормить птенцов второго выводка.

## Питание
Мадагаскарские трясогузки насекомоядны. В рационе питания различные насекомые и паукообразные.

## Распространение
Эндемик Мадагаскара. Селится на открытых пространствах, предпочитая близость водоёмов.